# Vižinada
Vižinada (wł. Visinada) – wieś w Chorwacji, w żupanii istryjskiej, siedziba gminy Vižinada. W 2011 roku liczyła 279 mieszkańców.

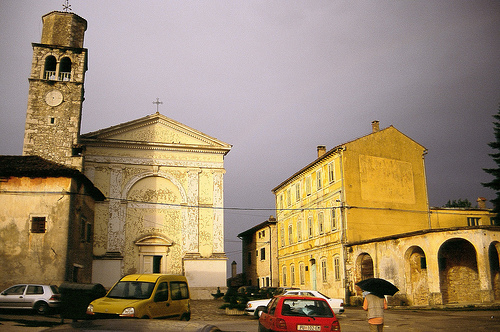
Vižinada

W miejscowości nakręcono końcowe sceny z filmu „Złoto dla zuchwałych” z 1970 r. (Kelly’s Heroes).